# Раджапалайям (порода собак)
Раджапа́лайям, или полигарская борзая, — индийская аборигенная порода борзых охотничьих собак. Традиционно разводилась в аристократических домах Южной Индии, в особенности в городе Раджапалайям.

## История
Раджапалайям — одна из четырёх пород, происходящих из штата Тамилнад. Полигарских борзых первоначально разводили в качестве компаньонов в аристократических домах Вирудунагара, в особенности в Раджапалайяме. Собаки использовались как боевые в период Карнатикских войн: быстрые, сильные и агрессивные, раджапалайямы нападали на британских кавалеристов. Существует легенда о том, как четыре раджапалайяма когда-то спасли жизнь своего хозяина, вступив в схватку с тигром и убив его. Раджапалайамы широко используются для охраны рисовых полей, домов и фермерских хозяйств. В последние два десятилетия индийская армия начали использовать их в качестве сторожевых собак на границах Кашмира.
Чистокровные раджапалайямы находятся на грани исчезновения, лишь немногие особи живут в изолированных районах южного Тамилнада. Понимая, что без специальных мер по восстановлению породы она неминуемо исчезнет полностью, власти принимают меры по популяризации чистопородных индийских собак среди заводчиков и обеспечению для них равных возможностей по сравнению с импортированными породами. Созданы организации по поддержке коренных индийских пород собак. К спасению породы подключился и Индийский кеннел-клуб (KCI). Для привлечения внимания общественности к проблеме исчезающих пород организуются выставки собак. Почтовый департамент Индии выпустил почтовые марки с изображением раджапалайяма, караванной борзой, рампурской борзой и гималайской овчарки.
Как и другие аборигенные собаки Индии, раджапалайам кинологическими организациями не признан. В результате ряда проводимых государством мер популярность раджапалайяма возросла. Кинологи проводят генетические исследования и начали разработку стандарта породы, однако данных о численности раджапалайямов до сих пор нет.

## Внешний вид

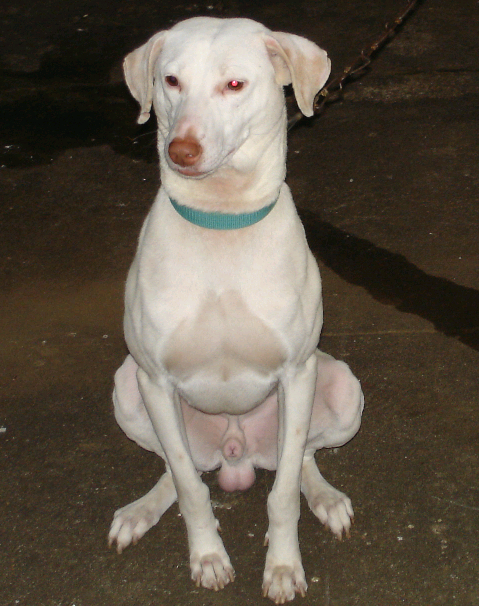

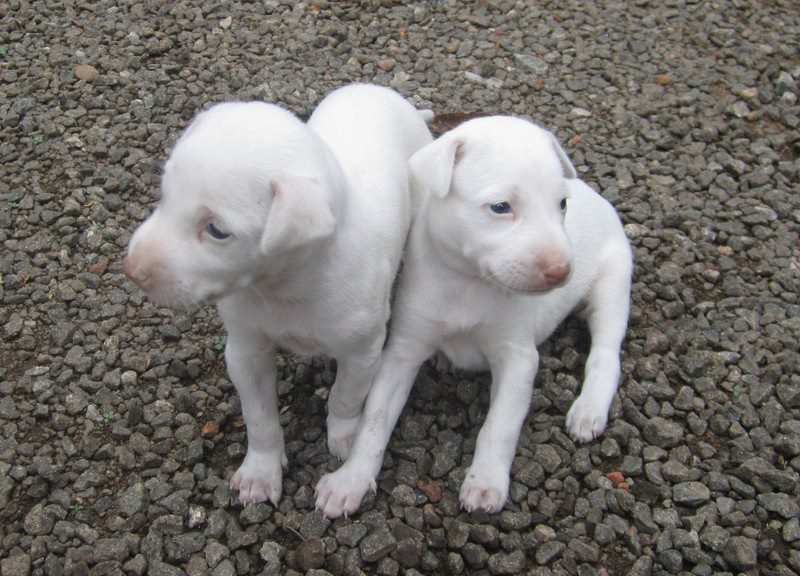
Щенки раджапалайяма

Раджапалайям — собака типичного для восточных борзых облика, грациозная и эффектная, компактная. Среднего роста, высота в холке 57—62 см. По сравнению с другими борзыми обладает более тяжёлым костяком, но подобно им имеет глубокую грудь, хорошо подтянутый живот и сухое сложение. Ноги длинные, умеренно мускулистые, пригодные для быстрого бега. Хвост длинный, к концу утончается, на конце часто свёрнут в небольшое колечко. Раджапалайям используется преимущественно для охоты на дикого кабана, поэтому обладает более мощными челюстями, чем борзые, охотящиеся на мелкую дичь, в частности, караванная борзая. Движения полигарской борзой лёгкие и размашистые, напоминают движения чистопородной лошади на рыси.
Голова куполообразная. Глаза золотисто-жёлтые с белыми ресницами. Мочка носа телесного цвета. Уши полустоячие или висячие.
Шерсть короткая, тонкая и гладкая, кожа розовая, плотная. Более других окрасов у полигарской борзой ценится чисто белый. Встречаются и другие окрасы, как сплошные, так и с пятнами, а также чёрный и коричневый. Пятна у щенков начинают появляться через 80 дней после рождения, цветные и пятнистые щенки обычно выбраковываются.

## Темперамент
Раджапалайямы используются преимущественно для охоты на кабана и предназначены для травли зверя по-зрячему, как и другие борзые. Благодаря великолепному обонянию, они могут работать и по запаховому следу, подобно гончим, однако склонны отвлекаться от следа, если завидят кролика или другую собаку. В целом манера работы каждой собаки зависит от натаски. Полигарские борзые могут быть и отличными сторожевыми собаками.
Эти собаки нуждаются в достаточном пространстве и возможности подолгу двигаться. Раджапайямы послушны и преданны своему владельцу, хоть и не демонстрируют привязанности, обычно лояльны к членам семьи. Незнакомцев раджапалаяймы не любят, не позволяют к себе прикасаться и могут быть агрессивны к чужим. Они обычно не ладят с другими домашними животными, в частности, с кошками, благодаря их ярко выраженным охотничьим инстинктам. При воспитании щенка очень важна социализация в раннем возрасте.

## Здоровье
Аборигенные собаки, сумевшие выжить в тяжёлом субтропическом климате, обладают хорошим здоровьем и не требуют сложного ухода. Вследствие малой численности и постоянных близкородственных скрещиваний раджапалайямы имеют ряд генетических заболеваний. Наиболее часто встречается глухота белых собак, обусловленная так называемым голубоглазым альбинизмом: глухие щенки рождаются с голубыми или серебристыми глазами. Альбиносы в разведении не участвуют. Многие раджапалайямы страдают от аллергий, хотя это обычно не является серьезной проблемой.

## Разведение
В отличие от европейских породистых собак, готовых к размножению дважды в году, аборигенные собаки входят в период охоты лишь один раз в девять месяцев и даже реже. Суки пригодны к спариванию с возраста в 20 месяцев. Раджапалайямы рожают от 4 до 8 щенков в одном помёте.